# Mustang Jr
Mustang Jr byggdes som en entypsbåt på beställning av KSSS. Tord Byqvist ritade segelbåten 1968 som byggdes på Fisksätra varv 1968-
–1971.
Entypskölbåten Mustang Jr kom till genom att Pelle Gedda, KSSS tidigare ungdomsledare och ordförande, tog initiativet till utvecklingen en ny ungdomsbåt som skulle bli en modern efterträdare till populära juniorbåten Stjärnan. Tord Byqvist ritade en liten kölbåt, sjövärdig och vacker med de flesta av större båtars kappseglingsegenskaper och trimningsmöjligheter. Mustangen skulle användas framförallt vid utbildning av kappseglare. Fisksätra varv åtog sig att tillverka den första serien på 200 båtar, men KSSS fick ställa ekonomisk garanti på 100 000 kr. I grundutförande kostade Mustang Jr 8 800 kr. År 2010 kostade en båt från 1970 15.000 kr .
Mustang blev entypsbåt med eget förbund ett år senare, men fick hård konkurrens av Monark 606 som kom samtidigt .